# 限りなき追跡
『限りなき追跡』（かぎりなきついせき、Gun Fury）は1953年のアメリカ合衆国の西部劇映画。ラオール・ウォルシュ監督の作品で、出演はロック・ハドソン、ドナ・リード、フィル・ケリーなど。

## キャスト
※括弧内は日本語吹替（放送日：1972年8月30日 日本テレビ『水曜ロードショー』）
- ベン・ウォーレン：ロック・ハドソン（広川太一郎）
- ジェニファー・バラード：ドナ・リード（北浜晴子）
- フランク・スレイトン：フィル・ケリー（家弓家正）
- エステラ・モラレス：ロバータ・ヘインズ（野沢雅子）
- ジェス・バージェス：レオ・ゴードン（桑原たけし）
- ブリンキー：リー・マーヴィン（鈴木泰明）
- ブラゾス：ネヴィル・ブランド
- インディアン・ヨアン：パット・ホーガン（渡部猛）

## スタッフ
- 監督：ラオール・ウォルシュ
- 製作：ルイス・J・ラックミル
- 脚本：アーヴィング・ウォーレス、ジョン・トマス・ジェームズ
- 撮影：レスター・ホワイト
- 編集：ジェローム・トムズ、ジェームズ・スウィーニー
- 音楽：ミッシャ・バカライニコフ、アーサー・モートン
- 原作：キャサリン・B・グレンジャー、ジョージ・グレンジャー、ロバート・グレンジャー